# النحاسية (عين العرب)
النحاسية  قرية سوريّة تتبع إداريّاً لمحافظة حلب منطقة عين العرب ناحية الجلبية، بلغ تعداد سكانها 284 نسمة حسب التعداد السكاني لعام 2004.